# Julius Grossmann

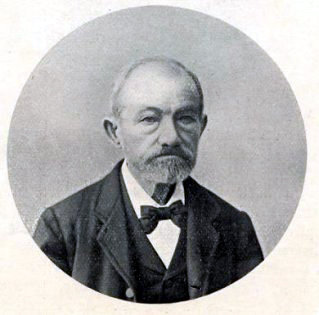
Julius Grossmann

Julius Grossmann, auch Jules Grossmann genannt (* 28. Juli 1829 in Eberswalde; † 27. Februar 1907 in Le Locle), war ein deutscher Uhrmacher und Fachlehrer in der Schweiz.

## Leben
Julius Grossmann wurde in Eberswalde bei Berlin geboren. Nach der Volksschule absolvierte er eine Lehre bei einem Pendulen-Hersteller in seinem Geburtsort. Die Lehre war nicht besonders gut, so dass er, wie viele andere, auf Selbstausbildung angewiesen war. Er ging deshalb nach Berlin, wo er bei einem Uhrmachermeister arbeitete. 1851 ging er weiter nach London und von da nach Neuenburg in der Schweiz. Er bemerkte schon früh, dass nicht nur handwerkliche, sondern auch theoretische Kenntnisse in seinem Beruf notwendig sind.
1868 wurde er Leiter und damals einziger Lehrer der Uhrmacherschule in Le Locle. Autodidaktisch erwarb er sich in seinem Leben ein sehr umfangreiches theoretisches Wissen. Nach 25-jähriger Tätigkeit zog er sich zurück und gab mit seinem Sohn Hermann Grossmann, der seit 1888 Direktor der Uhrmacherschule in Neuenburg war, fachwissenschaftliche Arbeiten heraus.
Julius Grossmann starb 1907 in Le Locle im Alter von 78 Jahren.

## Schriften (Auswahl)
- Jules Grossmann, L. Lossier: Das Regulieren der Uhren in den Lagen, Rühl, 1892.
- Jules Grossmann, Hermann Grossmann (Hrsg.): Lehrbuch der Uhrmacherei nach den Gesetzen der Mechanik, Hübner-Verlag, Bautzen, 1902, (2 Bände).
- Jules Grossmann: Lessons in horology, Philadelphia, The Keystone, 1905.
- Jules Grossmann, Hermann Grossmann (Hrsg.): Horlogerie théorique, Bienne E. Magron, Paris Gauthier-Villars, 1911–1912.